# Cuspidaria abbreviata
Cuspidaria abbreviata är en musselart som först beskrevs av Forbes 1843.  I den svenska databasen Dyntaxa används istället namnet Tropidomya abbreviata. Enligt Catalogue of Life ingår Cuspidaria abbreviata i släktet Cuspidaria och familjen Cuspidariidae, men enligt Dyntaxa är tillhörigheten istället släktet Tropidomya och familjen Cuspidariidae. Arten är reproducerande i Sverige. Inga underarter finns listade i Catalogue of Life.